# ATC A12 – Ásványi sók
Az ATC A12 – Ásványi sók a gyógyszerek anatómiai, gyógyászati és kémiai osztályozási rendszerének (ATC) egyik alcsoportja.
| ATC A   | Tápcsatorna és anyagcsere                                                      |
| ------- | ------------------------------------------------------------------------------ |
| ATC A01 | Sztomatológiai készítmények                                                    |
| ATC A02 | Gyomorsavval kapcsolatos betegségek kezelésére szolgáló szerek                 |
| ATC A03 | Funkcionális emésztőszervi rendellenességek gyógyszerei                        |
| ATC A04 | Hányáscsillapítók és émelygés elleni szerek                                    |
| ATC A05 | Epe- és májterápia                                                             |
| ATC A06 | Hashajtók                                                                      |
| ATC A07 | Hasmenésgátlók és a bél gyulladásos / fertőzéses megbetegedéseinek gyógyszerei |
| ATC A08 | Fogyasztószerek a diétás készítmények kivételével                              |
| ATC A09 | Digesztívumok, beleértve az enzimeket                                          |
| ATC A10 | Antidiabetikus terápia                                                         |
| ATC A11 | Vitaminok                                                                      |
| ATC A12 | Ásványi sók                                                                    |
| ATC A13 | Roborálószerek                                                                 |
| ATC A14 | Szisztémás anabolikumok                                                        |
| ATC A15 | Étvágyjavítók                                                                  |
| ATC A16 | A tápcsatorna és az anyagcsere egyéb gyógyszerei                               |

## A12AKalcium

### A12AAKalcium
| ATC     | Magyar                               | INN                                  | Gyógyszerkönyv                                                                                               |
| ------- | ------------------------------------ | ------------------------------------ | --- |
| A12AA01 | Kalcium-foszfát                      | Calcium phosphate                    | |
| A12AA02 | Kalcium-glubionát                    | Calcium glubionate                   | |
| A12AA03 | Kalcium-glükonát                     | Calcium gluconate                    | Calcii gluconas                                                                                              |
| A12AA04 | Kalcium-karbonát                     | Calcium carbonate                    | Calcii carbonas                                                                                              |
| A12AA05 | Kalcium-laktát                       | Calcium lactate                      | Calcii lactas anhydricus, Calcii lactas monohydricus, Calcii lactas pentahydricus, Calcii lactas trihydricus |
| A12AA06 | Kalcium-glukonát-laktát              | Calcium lactate gluconate            | |
| A12AA07 | Kalcium-klorid                       | Calcium chloride                     | Calcii chloridum dihydricum, Calcii chloridum hexahydricum                                                   |
| A12AA08 | Kalcium-glicerofoszfát               | Calcium glycerylphosphate            | Calcii glycerophosphas                                                                                       |
| A12AA09 | Kalcium-citrát lizin komplex         | Calcium citrate lysine complex       | |
| A12AA10 | Kalcium-glükoheptonát                | Calcium glucoheptonate               | Calcii glucoheptonas                                                                                         |
| A12AA11 | Kalcium-pangamát                     | Calcium pangamate                    | |
| A12AA12 | Vízmentes kalcium-acetát             | Calcium acetate anhydrous            | |
| A12AA13 | Kalcium-citrát                       | Calcium citrate                      | |
| A12AA20 | Kalcium (különböző sók kombinációja) | Kalcium (különböző sók kombinációja) | Kalcium (különböző sók kombinációja)                                                                         |
| A12AA30 | Kalcium-levulinát                    | Calcium laevulate                    | Calcii laevulinas dihydricus                                                                                 |

## A12BKálium

### A12BAKálium
| ATC     | Magyar                      | INN                         | Gyógyszerkönyv          |
| ------- | --------------------------- | --------------------------- | ----------------------- |
| A12BA01 | Kálium-klorid               | Potassium chloride          | Kalii chloridum         |
| A12BA02 | Kálium-citrát               | Potassium citrate           | Kalii citras            |
| A12BA03 | Kálium-hidrogén-tartarát    | Potassium hydrogentartrate  | Kalii hydrogenotartras  |
| A12BA04 | Kálium-hidrogén-karbonát    | Potassium hydrogencarbonate | Kalii hydrogenocarbonas |
| A12BA05 | Kálium-glükonát             | Potassium gluconate         |                         |
| A12BA30 | Kombinációk                 | Kombinációk                 |                         |
| A12BA51 | Kálium-klorid kombinációban | Kálium-klorid kombinációban |                         |

## A12CEgyéb ásványi sók

### A12CANátrium
| ATC     | Magyar          | INN             | Gyógyszerkönyv                                       |
| ------- | --------------- | --------------- | ---------------------------------------------------- |
| A12CA01 | Nátrium-klorid  | Sodium chloride | Natrii chloridum                                     |
| A12CA02 | Nátrium-szulfát | Sodium sulfate  | Natrii sulfas anhydricus, Natrii sulfas decahydricus |

### A12CBCink
| ATC     | Magyar               | INN                  | Gyógyszerkönyv                                                                   |
| ------- | -------------------- | -------------------- | -------------------------------------------------------------------------------- |
| A12CB01 | Cink-szulfát         | Zinc sulfate         | Zinci sulfas heptahydricus, Zinci sulfas hexahydricus, Zinci sulfas monohydricus |
| A12CB02 | Cink-glükonát        | Zinc gluconate       |                                                                                  |
| A12CB03 | Cink-protein komplex | Zinc protein complex |                                                                                  |

### A12CC Magnézium
| ATC     | Magyar                                 | INN                                    | Gyógyszerkönyv                                                   |
| ------- | -------------------------------------- | -------------------------------------- | ---------------------------------------------------------------- |
| A12CC01 | Magnézium-klorid                       | Magnesium chloride                     | Magnesii chloridum hexahydricum, Magnesii chloridum 4,5-hydricum |
| A12CC02 | Magnézium-szulfát                      | Magnesium sulfate                      | Magnesii sulfas heptahydricus                                    |
| A12CC03 | Magnézium-glükonát                     | Magnesium gluconate                    |                                                                  |
| A12CC04 | Magnézium-citrát                       | Magnesium citrate                      |                                                                  |
| A12CC05 | Magnézium-aszpartát                    | Magnesium aspartate                    | Magnesii aspartas dihydricus                                     |
| A12CC06 | Magnézium-laktát                       | Magnesium lactate                      | Magnesii lactas dihydricus                                       |
| A12CC07 | Magnézium-levulinát                    | Magnesium levulinate                   |                                                                  |
| A12CC08 | Magnézium-pidolát                      | Magnesium pidolate                     | Magnesii pidolas                                                 |
| A12CC09 | Magnézium-orotát                       | Magnesium orotate                      |                                                                  |
| A12CC10 | Magnézium-oxid                         | Magnesium oxide                        | Magnesii oxidum leve, Magnesii oxidum ponderosum                 |
| A12CC30 | Magnézium (különböző sók kombinációja) | Magnézium (különböző sók kombinációja) | Magnézium (különböző sók kombinációja)                           |

### A12CDFluorid
| ATC     | Magyar                   | INN                        | Gyógyszerkönyv   |
| ------- | ------------------------ | -------------------------- | ---------------- |
| A12CD01 | Nátrium-fluorid          | Sodium fluoride            | Natrii fluoridum |
| A12CD02 | Nátrium-monofluorfoszfát | Sodium monofluorophosphate |                  |
| A12CD51 | Fluorid, kombinációk     | Fluorid, kombinációk       |                  |

### A12CESzelén
| ATC     | Magyar           | INN             | Gyógyszerkönyv               |
| ------- | ---------------- | --------------- | ---------------------------- |
| A12CE01 | Nátrium-szelenát | Sodium selenate |                              |
| A12CE02 | Nátrium-szelenit | Sodium selenite | Natrii selenis pentahydricus |